# Mahdi al-Mashat
Mahdi al-Mashat é um político iemenita do movimento Houthi. Após a morte de Saleh Ali al-Sammad, em 19 de abril de 2018, tornou-se presidente do Conselho Político Supremo e chefe de Estado de facto nos territórios mantidos pelos houthis.  Anteriormente foi o representante de Abdul-Malik Badreddin al-Houthi, o líder do movimento  e diretor de seu gabinete.